# Trški Vrh
Trški Vrh is een plaats in de gemeente Krapina in de Kroatische provincie Krapina-Zagorje. De plaats telt 393 inwoners (2001).